# Shymkove
Shymkove  (ucraniano: Шимкове) es una localidad del Raión de Podilsk en el Óblast de Odesa de Ucrania. Según el censo de 2001, tiene una población de 484 habitantes.